# Pyramicocephalus phocarum
Pyramicocephalus phocarum är en plattmaskart som först beskrevs av Fabricius 1780.  Pyramicocephalus phocarum ingår i släktet Pyramicocephalus och familjen Diphyllobothriidae. Arten är reproducerande i Sverige. Inga underarter finns listade i Catalogue of Life.